# Azazel
Azazel (hebreu: עֲזָאזֵל, Azazel‎; àrab: عَزازِيل, ʿAzāzīl) és una entitat espiritual citada en el llibre de Levític 16,8-10 i 16,26. En hebreu fa referència a la noció de «boc expiatori» o «boc emissari», tot i que en les tradicions judaica, cristiana i islàmica ha esdevingut el nom d'un àngel caigut o dimoni.

## Etimologia
Hi ha tres possibles interpretacions etimològiques:
- Un possible origen seria, ʕēz (cabra, עֵז) i azel (sortida), que podria significar 'el boc enviat' (שְׂעִיר הַחַטָּאת ,שְׂעִיר-עִזִּים לְחַטָּת).
- Altres creuen que vol dir 'Déu s'ha fet més fort', de la tercera persona singular participi passat d'azaz (fort) i el (Déu). Cal indicar que aquest sufix s'aplica a gairebé a tots els àngels i a bona part dels àngels caiguts. Hauria format part dels querubins abans de la caiguda.[2]
- Un altre possible origen del nom és que sigui un derivat de les paraules hebrees az (aspre o escarpat) i el (poderós o lluminós), en aquest cas seria una al·lusió a la muntanya des d'on s'estimbaven les cabres per al seu sacrifici.

## Orígens
Després de Satanàs, Azazel gaudeix de la distinció de ser el personatge extrahumà més misteriós en la literatura sagrada:
Aparentment emanaria d'antigues creences indoàries en tant que membre dels exèrcits malèfics d'Ahriman. El fet que ja fos conegut en la mitologia dels mandeus, dels sabeus i dels àrabs fa pensar que es tracta d'una deïtat babilònica degradada. Més endavant, pels antics hebreus i cananeus, Azazel seria el nom d'un dimoni que viu al desert.

## Judaisme
En el judaisme, Azazel representa la impuresa i és a l'origen de l'expressió "boc expiatori" o "boc emissari".

### El llibre d'Henoc
Aquest nom és esmentat en el llibre apòcrif d'Henoc i més tard en la literatura jueva. D'acord amb Henoc, Azazel era el líder dels grigori (també coneguts com els "fills d'Elohim"), un grup d'àngels caiguts que copulaven amb dones mortals, donant origen a una raça de gegants coneguda com els nefilim. Azazel és particularment significatiu entre els grigori perquè va ser ell qui va ensenyar als homes com forjar les armes de guerra així com ensenyar a les dones com fer i utilitzar els cosmètics. Es pot considerar, doncs, un líder dels àngels caiguts i rebels.

## Cristianisme
Orígenes d'Alexandria equipara Azazel amb Satanàs.

## Islam
Pels musulmans, Azazel seria el nom original del diable (Iblís o Xaytan), l'àngel que es va revoltar contra Déu en negar-se a adorar Adam, tal com Ell li ho havia demanat. Encara que no es mencioni ni a l'Alcorà ni als hadits, la majoria de mites sobre Iblís afirmen que fins a la seva rebel·lió, aquest ésser era conegut com a Azazel, paraula amb una consonància similar a Gabriel, Miquel, Rafael, etc, el que suggereix que formava part dels arcàngels. No obstant això, una sèrie d'autors han tractat de connectar el nom amb el mot àrab 'azl (acomiadament, supressió), com si el nom mateix d'Iblís en el seu estat d'arcàngel hagués presagiat la seva deshonra i caiguda.